# Kit Connor

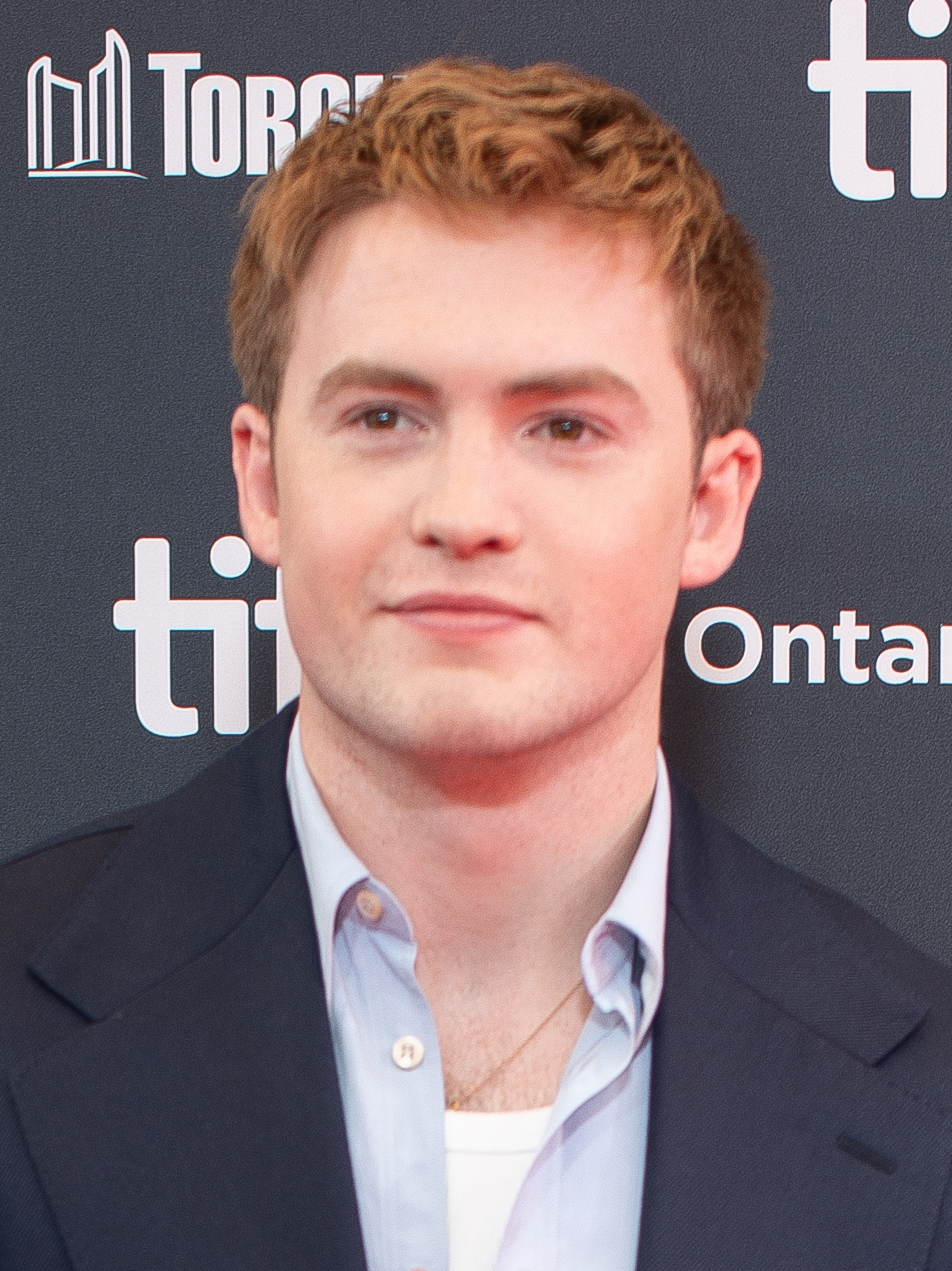
Kit Connor (2024)

Kit Sebastian Connor (* 8. März 2004 in Croydon, London) ist ein britischer Schauspieler.

## Leben und Karriere
Connor wurde im März 2004 in Croydon, einem Stadtbezirk von London, geboren. Er wuchs in Purley auf und besuchte die Hayes Primary School in Kenley und dann die Whitgift School.
Connor gab sein Schauspieldebüt 2013 mit einer Episodenrolle in Chickens. Anschließend folgten Rollen in Ein Abenteuer in Raum und Zeit und der Seifenoper Casualty. Anschließend war Connor in dem Weihnachtsfilm Rettet Weihnachten! und in einer Nebenrolle als Archie Beckles in Rocket's Island zu sehen.
Des Weiteren war er in Filmen wie Mr. Holmes (2015), Vor uns das Meer (2018), Ready Player One (2018), Deine Juliet (2018), Rocketman (2019) und Little Joe – Glück ist ein Geschäft (2019). Seit 2019 spricht er die Rolle des Pantalaimon in der Fantasyserie His Dark Materials.
Internationale Bekanntheit erlangte Connor an der Seite von Joe Locke in der Netflix-Coming-of-Age-Fernsehserie Heartstopper, einer Adaption des gleichnamigen Webcomics und Graphic Novel von Alice Oseman, in der er seit April 2022 die Rolle des Nicholas „Nick“ Nelson verkörpert.
Im Oktober 2022 outete sich Connor in einem Tweet als bisexuell, nachdem der Vorwurf des Queerbaitings aufgekommen war und der öffentliche Druck ihn dazu gezwungen hatte.
2024 ist er neben Rachel Zegler in „Romeo + Juliet“ als Hauptrolle Romeo im Theaterviertel Broadway in New York City zu sehen.

## Filmografie (Auswahl)
- 2013: Chickens (Fernsehserie, Episode 1x02)
- 2013: Ein Abenteuer in Raum und Zeit (An Adventure in Space and Time, Fernsehfilm)
- 2013: Casualty (Seifenoper)
- 2014: Rettet Weihnachten! (Get Santa)
- 2014–2015: Rocket's Island (Fernsehserie, 18 Episoden)
- 2015: Mr. Holmes
- 2015: The Frankenstein Chronicles (Fernsehserie, Episode 1x01)
- 2016: War & Peace (Fernsehserie, 3 Episoden)
- 2016: Grantchester (Fernsehserie, Episode 2x05)
- 2017: SS-GB (Fernsehserie, 3 Episoden)
- 2018: Vor uns das Meer (The Mercy)
- 2018: Ready Player One
- 2018: Deine Juliet (The Guernsey Literary and Potato Peel Pie Society)
- 2019: Rocketman
- 2019: Little Joe – Glück ist ein Geschäft (Little Joe)
- 2019–2022: His Dark Materials (Fernsehserie, Stimme)
- 2022–2024: Heartstopper (Fernsehserie, 24 Episoden)
- 2024: Der wilde Roboter (The Wild Robot, Stimme Brightbill)
- 2025: Warfare

## Auszeichnungen
National Television Awards 2022
- Nominierung in der Kategorie Rising Star in Heartstopper[6]